# Plotosus nhatrangensis
Plotosus nhatrangensis is een straalvinnige vissensoort uit de familie van de koraalmeervallen (Plotosidae). De wetenschappelijke naam van de soort is voor het eerst geldig gepubliceerd in 2008 door Prokofiev.